# Шейнман, Михаил Маркович
Михаи́л Ма́ркович (Шихль (Михель) Ме́нделевич) Ше́йнман (январь 1902, Слуцк, Минская губерния, Российская империя — октябрь 1977, Москва, СССР) — советский историк религии, специалист по католичеству и христианскому социализму, пропагандист атеизма, один из основателей и руководителей Союза воинствующих безбожников, заместитель редактора газеты «Безбожник». Доктор исторических наук.
Один из авторов «Краткого научно-атеистического словаря» и «Атеистического словаря».
Его воспоминания о времени, проведённом в немецких лагерях, были включены в «Чёрную книгу».
В Книге Памяти г. Москвы числится пропавшим без вести (т. 14, стр. 313).

## Биография
Родился в январе 1902 года в Слуцке Минской губернии.
В 1920—1922 годы — секретарь Слуцкого уездного комитета РКСМ, редактор республиканской молодёжной газеты «Красная смена».
Учился в Коммунистическом университете имени Я. М. Свердлова.
В 1924—1927 годы проходил службу в РККА.
В 1927—1931 годы работал в Центральном совете Союза воинствующих безбожников.
В 1933 году окончил Институт красной профессуры и работал в политическом отделе МТС.
В 1936—1938 годы — сотрудник отдела печати ЦК ВКП(б).
В 1938—1941 годы — заместитель ответственного редактора газеты «Безбожник» и одновременно старший научный сотрудник антирелигиозной секции Института философии АН СССР.
В 1941 году был призван на фронт в качестве политического бойца и редактора газеты «За Родину!» политического отдела 13-й Ростокинской стрелковой дивизии (второго формирования) 32-й армии. 27 октября 1941 года, будучи батальонным комиссаром, раненым попал в плен и находился в лагерях в Вязьме и в Визувэ.
В апреле—июле 1945 года — заместитель начальника по политической части группы лагерей советских граждан в Северо-Западной Германии.
В 1946—1947 годы — научный сотрудник Музея истории религии АН СССР.
В 1947—1965 годы — старший научный сотрудник в Институте истории АН СССР.
Член редакционной коллегии журнала «Наука и религия».
Шейнман упомянут в книге А. И. Солженицына «Двести лет вместе»: «Бывали и странные биографии, например у Михаила Шейнмана. С 20-х годов — уездный секретарь комсомола, в разгарные годы Союза воинствующих безбожников — сотрудник его Центра, потом выпускник Института Красной Профессуры и сотрудник отдела печати ЦК ВКП(б) — в 1941 попадает в немецкий плен, всю войну до конца — еврей и высокий политрук! — пересиживает у немцев. И несмотря на полный же для СМЕРШа „криминал“ — как, мол, мог уцелеть? других сажали надолго, — уже с 1946 благополучно в Музее истории религии, затем — в Институте истории Академии Наук»

## Награды
- Орден Красной Звезды и шесть медалей[3].

## Сочинения

### Книги

#### На русском языке
- Кто такие папы римские и кому они служат. — М.: ГАИЗ, 1937. — 23 с.
- Выборы в советы депутатов трудящихся и задачи антирелигиозной пропаганды: Сборник. — М.: ГАИЗ, 1939. — 72 с. (соавторы: Ярославский Е. М., Олещук Ф. Н.)
- Кто такие папы римские. — М.: ГАИЗ, 1941. — 104 с.
- Фашизм — душитель свободы совести. — М.: ГАИЗ. — 35 с.
- Фашизм — душитель свободы совести. — Чебоксары: Чувашгосиздат, 1942. — 62 с.
- Фашизм — душитель свободы совести. — 2-е изд., испр. — Красноуфимск: Гос. антирелиг. изд., 1942. — 46 с.
- Фашизм — душитель свободы совести. — Иркутск: Иркут. обл. изд-во, 1943. — 44 с.
- Ватикан между двумя мировыми войнами / М. М. Шейнман ; Акад. наук СССР. Музей истории религии. — М., Л.: Музей истории религии АН СССР, 1948. — 240 с.
- Ватикан во Второй мировой войне / Акад. наук СССР. Ин-т истории. — М.: Изд-во Акад. Наук СССР, 1951. — 352 с.
- Ватикан — враг мира и демократии. — Молодая гвардия, 1950. — 63 с.
- Ватикан и католицизм на службе империализма / Канд. ист. наук М. М. Шейнман ; Всесоюз. о-во по распространению полит. и науч. знаний. — М.: Знание, 1950. — 29 с.
- Ватикан и католицизм на службе империализма: Стенограмма публичной лекции. прочит. в Центр. лектории. О-ва в Москве / Канд. ист. наук М. М. Шейнман ; Всесоюз. о-во по распространению полит. и науч. знаний. — М.: Правда, 1950. — 28 с.
- Идеология и политика Ватикана на службе империализма. — М.: Госполитиздат, 1950. — 224 с.
- Ватикан и католицизм на службе империализма / Канд. ист. наук М. М. Шейнман. — Кишинев: Гос. изд-во Молдавии, 1951. — 36 с. — (Б-чка по научно-атеистическим вопросам).
- Ватикан на службе современной реакции. — М.: Госкультпросветиздат, 1951. — 56 с. — (Б-чка "В помощь лектору").
- Ватикан во Второй мировой войне / Акад. наук СССР. Ин-т истории. — М.: Изд-во Акад. наук СССР, 1951. — 352 с.
- Ватикан и католицизм на службе американо-английского империализма: Методические советы лектору / Канд. ист. наук М. Шейнман ; Всесоюз. о-во по распространению полит. и науч. знаний. — М.: Знание, 1952. — 16 с.
- Краткие очерки истории папства. — М.: Изд-во Акад. наук СССР, 1952. — 192 с. — (Научно-популярная серия).
- Ватикан и католицизм на службе международной реакции. — М.: Госкультпросветиздат, 1954. — 55 с. — (Б-чка "В помощь лектору").
- Религия в период империализма. — М.: Знание, 1955. — 32 с.
- Современный Ватикан. — М.: Акад. наук СССР, 1955. — 183 с. — (Научно-популярная серия).
- Ватикан и католицизм в конце XIX — начале XX в. / Акад. наук СССР. Ин-т истории. — М.: Изд-во Акад. наук СССР, 1958. — 468 с.
- Папство. — М.: Изд-во Акад. наук СССР, 1959. — 210 с. — (Научно-популярная серия).
- Идеология и политика современного католицизма / М. М. Шейнман, д-р ист. наук. — Киев: О-во по распространению полит. и науч. знаний УССР, 1960. — 40 с.
- Папство. — М.: Изд-во Акад. наук СССР, 1961. — 210 с. — (Научно-популярная серия).
- Клерикальный антикоммунизм. — М., 1962. — 19 с.
- Клерикальный антикоммунизм / М. М. Шейнман ; О-во по распространению полит. и науч. знаний РСФСР. Смол. обл. отд-ние.. — Смоленск: Знание, 1962. — 21 с.
- Современный клерикализм / Акад. наук СССР. Ин-т истории. — М.: Наука, 1964. — 254 с.
- От Пия IX до Иоанна XXIII: Ватикан за 100 лет. — М.: Наука, 1966. — 197 с. — (Научно-популярная серия).
- Христианский социализм: История и идеология. — М.: Наука, 1969. — 314 с. — (Научно-популярная серия).
- Религия в эпоху империализма. — М.: Знание, 1971. — 48 с.
- Католицизм в меняющемся мире. — М.: Наука, 1975. — 161 с. — (Научно-атеистическая серия).
- Вера в дьявола в истории религии. — М.: Наука, 1977. — 112 с. — (Научно-атеистическая серия).
- От Пия IX до Павла VI / 2-е изд., перераб. и доп. — М.: Наука, 1979. — 176 с. — (Научно-атеистическая серия).

#### Переводы
- Kto to są papieże rzymscy i komu służą oni. — Kijów: Ukrderżnacmenwydaw, 1939. — 32 p.
- За отношението на религията към жената: Прев. от руски / М. М. Шейнман. Научно-атеистичното възпитание на учащите се - съществена част от комунистическото възпитание / Н. К. Гончаров. — София: Профиздат, 1955. — 42 p. — (Научно-атеистични знания).
- Fejezetek a pápaság történetéből / Ford. Auer Kálmán. — Budapest: Szikra, 1953. — 190 p.
- Fragmenty z historii papiestwa. — Wilnius: Państw. wyd-wo literatury politycznej i naukowej, 1954. — 215 p.
- Ideologia i polityka Watykanu w służbie imperializmu / Tłum. z ros. Jan Dąbrowski. — Warszawa: Książka i wiedza, 1951. — 218 p.
- Ideologie a politika Vatikánu ve službách imperialismu / Z rus. přel. Bohdan Pošvic. — Praha: Mír, 1951. — 230 p. — (Edice Dějiny zítřka).
- Vaticanul duşman al păcii şi democraţiei / Trad. din limba rusă de C. Corbu. — Bucureşti: Cartea rusă, 1952. — 45 p. — (Colectia Arlus).
- A Vatikán a két világháború Között. — Budapest: Szikra, 1950. — 272 p.
- A Vatikán a második világháborúban / Ford. Tábor Béla és T. Mándy Stefánia. — Budapest: Szikra, 1952. — 453 p.
- Watykan i katolicyzm na służbie imperializmu: Stenogram publ. odczytu, wygłoszonego w Lektorium Centralnym t-wa w Moskwie / M. Szejnman, kandydat nayk historycznych ; Wszechzwiązkowe t-wo krzewienia wiedzy politycznej i naukowej. — Warszawa: Państw. inst. wyd-w rolniczych, 1951. — 35 p.
- Папството / Прев. от рус. Лиляна Дамянова, Ася Спирова.. — София: Изд-во на Бълг. ком. партия, 1962. — 219 p.
- Le Vatican contemporain / Trad. par D. Seseman. — Moscou: Éditions en langues étrangères, 1961. — 192 p.

### Статьи
- Церковь и рабочее движение // Антирелигиозник. 1926. № 2.
- Роль религии в капиталистических странах // Учебник для рабочих антирелигиозных кружков. viewer.rsl.ru. Дата обращения: 15 июля 2025. / Союз безбожников СССР и Главполитпросвет; под ред. А. Лукачевского; с предисл. Е. М. Ярославского. — 3-е иллюстрир. дополн. и исправл. изд. — М.: Безбожник, 1929. — С. 173—194. — 336 с.
- Бог завоёвывает школу // Просвещенец на антирелигиозном фронте. viewer.rsl.ru. Дата обращения: 15 июля 2025. / ЦК Союза работников просвещения СССР, Центральный совет Союза безбожников СССР ; под ред. А. Коростелёва. А. Лукачевского, И. Флерова. — М.: Работник просвещения ; Ленинград : [б. и.], 1929. — С. 47—51. — 116 с.
- Обновленческое течение в Русской православной церкви после Октября // Вопросы научного атеизма. Вып. 2. Модернизация религии в современных условиях / Акад. обществ. наук ЦК КПСС. Ин-т научного атеизма. — М.: Мысль, 1966. — С. 41—64. — 439 с. — 23 000 экз.
- Церковь в современном мире // Наука против религии: В 3 кн. Кн. 2: Общество и религия / Ред. коллегия: П. Н. Федосеев и др.; АН СССР. Ин-т философии. Акад. обществ. наук при ЦК КПСС. Ин-т науч. атеизма; Отв. ред. Э. А. Асратян. — М.: Наука, 1967. — С. 290—311. — 506 с.
- Между двумя соборами // Вопросы научного атеизма. Вып. 6. II Ватиканский собор (замыслы и итоги) / Отв. ред. А. Ф. Окулов; Акад. обществ. наук ЦК КПСС. Ин-т научного атеизма. — М.: Мысль, 1968. — С. 25—48. — 436 с. — 20 000 экз.
- Церковь после собора // Вопросы научного атеизма. Вып. 6. II Ватиканский собор (замыслы и итоги) / Отв. ред. А. Ф. Окулов; Акад. обществ. наук ЦК КПСС. Ин-т научного атеизма. — М.: Мысль, 1968. — С. 412—430. — 436 с. — 20 000 экз.
- И. И. Скворцов-Степанов (К 100-летию со дня рождения) // Вопросы научного атеизма. Вып. 10 / Редкол. А. Ф. Окулов (отв. ред.) и др.; Акад. обществ. наук при ЦК КПСС. Ин-т научного атеизма. — М.: Мысль, 1970. — С. 253—269. — 439 с. — 16 500 экз.
- Христианский социализм // Атеистические чтения. Вып. 5. — Москва: Политиздат, 1971. — С. 32-45 — 127 с.
- О так называемой энциклопедии современного атеизма // Вопросы научного атеизма. Вып. 13 / Редкол. А. Ф. Окулов (отв. ред.) и др.; Акад. обществ. наук при ЦК КПСС. Ин-т научного атеизма. — М.: Мысль, 1972. — С. 302—318. — 455 с. — 16 000 экз.
- Голландский катехизис // Вопросы научного атеизма. Вып. 14 / Редкол. А. Ф. Окулов (отв. ред.) и др.; Акад. обществ. наук при ЦК КПСС. Ин-т научного атеизма. — М.: Мысль, 1973. — С. 247—266. — 406 с. — 16 000 экз.
- Крах антисоветской политики Ватикана // Вопросы научного атеизма. Вып. 16 / Редкол. А. Ф. Окулов (отв. ред.); Акад. обществ. наук ЦК КПСС. Ин-т научного атеизма. — М.: Мысль, 1974. — С. 317—322. — 358 с. — 18 300 экз.
- У истоков массового атеизма // Вопросы научного атеизма. Вып. 18 / Редкол. А. Ф. Окулов (отв. ред.); Акад. обществ. наук ЦК КПСС. Ин-т научного атеизма. — М.: Мысль, 1975. — С. 315—328. — 389 с. — 17 000 экз.

### Редакция
- Антирелигиозный учебник : Для кружков и самообразования / Под ред. М. М. Шейнмана. — М.: ГАИЗ, 1938. — 456 с.
- Антирелигиозный учебник : Для кружков и самообразования / Под ред. М. М. Шейнмана. — Ростов н/Д.: Ростиздат, 1938. — 456 с.
- Антирелигиозный учебник : Для кружков и самообразования / Под ред. М. М. Шейнмана. — Горький: Горьковское обл. изд-во, 1938. — 432 с.
- Антирелигиозный учебник : Для кружков и самообразования / Под ред. М. М. Шейнмана. — 2-е изд.. — М.: ГАИЗ, 1940. — 472 с.
- Антирелигиозный учебник : Для кружков и самообразования / Сост.  проф. М. Баскин, проф. С. Бахрушин, С. Глязер и др. Под ред. М. М. Шейнмана. — 3-е изд., испр.. — М.: ГАИЗ, 1941. — 472 с.